# Pioneers de Denver
Les Pioneers de Denver, en anglais Denver Pioneers, sont un club omnisports universitaire de l'université de Denver, située à Denver dans le Colorado aux États-Unis. Les équipes des Pioneers participent aux compétitions universitaires organisées par la National Collegiate Athletic Association en D1-AA (D2 de football américain et D1 pour les autres sports).

## Hockey sur glace
L'équipe de hockey sur glace masculin fait partie de la National Collegiate Hockey Conference. Elle fut championne nationale NCAA à dix reprises en 1958, 1960, 1961, 1968, 1969, 2005, 2006, 2017, 2022 et 2024. En 2013, à la suite d'un réalignement des conférences par la NCAA, Les Pioneers rejoignent la National Collegiate Hockey Conference.